# Ardèche Classic 2024
De 24e editie van de wielerwedstrijd Ardèche Classic werd gehouden op 24 februari 2024. De start en finish vonden plaats in Guilherand-Granges. De wedstrijd maakte deel uit van de UCI ProSeries als 1.Pro-wedstrijd. Titelverdediger Julian Alaphilippe werd opgevolgd door Juan Ayuso.

## Uitslag
| Plaats  | Naam                   | Ploeg                      | Tijd     |
| ------- | ---------------------- | -------------------------- | -------- |
| Winnaar | Juan Ayuso             | UAE Team Emirates          | 4u23'34" |
| 2       | Romain Grégoire        | Groupama-FDJ               | z.t.     |
| 3       | Mattias Skjelmose      | Lidl-Trek                  | z.t.     |
| 4       | Felix Gall             | Decathlon AG2R La Mondiale | z.t.     |
| 5       | Maxim Van Gils         | Lotto Dstny                | + 4"     |
| 6       | Kevin Vermaerke        | dsm-firmenich PostNL       | z.t.     |
| 7       | Lorenzo Rota           | Intermarché-Wanty          | z.t.     |
| 8       | Jordan Jegat           | TotalEnergies              | z.t.     |
| 9       | Aurélien Paret-Peintre | Decathlon AG2R La Mondiale | z.t.     |
| 10      | Igor Arrieta           | UAE Team Emirates          | z.t.     |
| 11      | Kévin Geniets          | Groupama-FDJ               | z.t.     |
| 12      | Antoine Huby           | Soudal Quick-Step          | z.t.     |
| 13      | Warren Barguil         | dsm-firmenich PostNL       | z.t.     |
| 14      | Stephen Williams       | Israel-Premier Tech        | z.t.     |
| 15      | Marco Brenner          | Tudor                      | z.t.     |
| 16      | Clément Braz Afonso    | U Nantes Atlantique        | + 7"     |
| 17      | Georg Zimmermann       | Intermarché-Wanty          | z.t.     |
| 18      | Romain Bardet          | dsm-firmenich PostNL       | z.t.     |
| 19      | Sylvain Moniquet       | Lotto Dstny                | z.t.     |
| 20      | James Knox             | Soudal Quick-Step          | z.t.     |
|         |                        |                            |          |
| 40      | Bauke Mollema          | Lidl-Trek                  | + 2'58"  |

2001 · 
2002 · 
2003 · 
2004 · 
2005 · 
2006 · 
2007 · 
2008 · 
2009 · 
2010 · 
2011 · 
2012 · 
2013 · 
2014 · 
2015 · 
2016 · 
2017 · 
2018 · 
2019 · 
2020 ·
2021 ·
2022 · 
2023 · 2024 · 2025
Ronde van Valencia ·
Figueira Champions Classic ·
Ronde van Oman ·
Clásica de Almería ·
Ronde van de Algarve ·
Ruta del Sol ·
Ardèche Classic ·
Drôme Classic ·
Kuurne-Brussel-Kuurne ·
Trofeo Laigueglia ·
Nokere Koerse ·
Milaan-Turijn ·
GP Denain ·
Bredene Koksijde Classic ·
Grote Prijs Miguel Indurain ·
Scheldeprijs ·
Brabantse Pijl ·
Ronde van de Alpen ·
Ronde van Turkije ·
Grote Prijs van Plumelec ·
Tro Bro Léon ·
Ronde van Hongarije ·
Vierdaagse van Duinkerke ·
Boucles de la Mayenne ·
Ronde van Noorwegen ·
Circuit Franco-Belge ·
Brussels Cycling Classic ·
Dwars door het Hageland ·
Ronde van België ·
Ronde van Slovenië ·
Ronde van het Qinghaimeer ·
Ronde van Wallonië ·
Arctic Race of Norway ·
Ronde van Burgos ·
Ronde van Denemarken ·
Ronde van Duitsland ·
Maryland Cycling Classic ·
Ronde van Groot-Brittannië ·
Grote Prijs van Fourmies ·
GP Industria & Artigianato-Larciano ·
Coppa Sabatini ·
Grote Prijs van Wallonië ·
Ronde van Luxemburg ·
Super 8 Classic ·
Ronde van Langkawi ·
Ronde van het Münsterland ·
Ronde van Emilia ·
Parijs-Tours ·
Coppa Bernocchi ·
Ronde van de Drie Valleien ·
Ronde van Piemonte ·
Ronde van het Taihu-meer ·
Ronde van Veneto ·
Japan Cup ·
Veneto Classic